# Tinajo
Tinajo est une commune de la province de Las Palmas dans la communauté autonome des Îles Canaries en Espagne. Elle est située au nord-ouest de l'île de Lanzarote. Dans le village de Mancha Blanca, se trouve l'ermitage de la Vierge des Douleurs, patronne de Lanzarote. Sa fête est célébrée toutes les 15 septembre avec un pèlerinage.

## Géographie

### Localisation

Localisation de l'île de Lanzarote dans les Îles Canaries.
Localisation de Tinajo dans l'île de Lanzarote.

|       | Océan Atlantique |               |
|       | Tinajo           | Teguise       |
| Yaiza | Tías             | San Bartolomé |

### Villages de la commune
(Nombre d'habitants en 2007)
- Tinajo (2 809 habitants)
- Mancha Blanca (752 habitants)
- La Santa (866 habitants)
- La Vegueta (709 habitants)
- El Cuchillo (452 habitants)

## Patrimoine

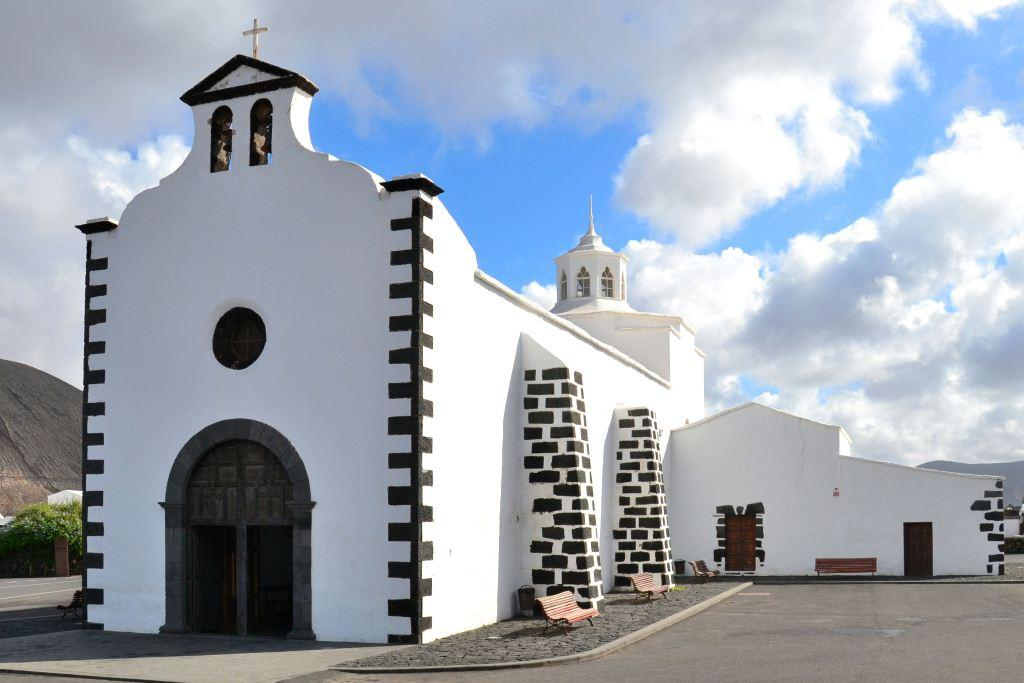
Ermitage de la Vierge des Douleurs, patronne de Lanzarote.

- Église San Roque (fin du XVIIIe siècle)
- Ermitage de la Vierge des Douleurs (XVIIIe siècle) à Mancha Blanca